# Isetionska kiselina
Isetionska kiselina je sulfonska kiselina sa kratkim alkilnim lancem i terminalnom hidroksilnom grupom. Ona je tečnost rastvorna u vodi koja se koristi u proizvodnji blagih, biorazgradivih i visoko penećih anjonskih surfikanata. Oni omogućavaju nežno čišćenje i mek osećaj kože.
Sintetička isetionska kiselina se dobija reakcijom etilen oksida sa rastvorenim natrijum bisulfitom, i koristi se u industrijskoj proizvodnji taurina.

## Biološki značaj
Nedavna ispitivanja na isečcima srca pasa sugerišu da srčano tkivo možda ima sposobnost konverovanja taurina u isetionsku kiselinu. Dodatni eksperimenti su demonstrirali da ovo tkivo može da sintetiše taurin iz cistina.

## Literatura
- Kosswig, Kurt (2000). „Sulfonic Acids, Aliphatic”. Ullmann's Encyclopedia of Industrial Chemistry. Wiley-VCH. doi:10.1002/14356007.a25_503.